# Temporada 1998 de la WNBA
La Temporada 1998 de la WNBA (Women's National Basketball Association)  fue la segunda en la historia de la Women's National Basketball Association. A los ocho equipos iniciales se añadieron dos más en la primera expansión de la liga, las Detroit Shock y las Washington Mystics. La expansión permitió a las campeonas, Houston Comets, pasar a formar parte de la Conferencia Oeste, y la temporada regular asó de 28 a 30 partidos. Las Comets acabarían revalidando el título de campeonas.

## Clasificaciones

### Conferencia Este
| Conferencia Este     | G  | P  | PCT  | Conf. | PD   |
| -------------------- | -- | -- | ---- | ----- | ---- |
| Cleveland Rockers x  | 20 | 10 | .667 | 12–4  | –    |
| Charlotte Sting x    | 18 | 12 | .600 | 11–5  | 2.0  |
| New York Liberty o   | 18 | 12 | .600 | 8–8   | 2.0  |
| Detroit Shock o      | 17 | 13 | .567 | 8–8   | 3.0  |
| Washington Mystics o | 3  | 27 | .100 | 1–15  | 17.0 |

### Conferencia Oeste
| Conferencia Oeste     | G  | P  | PCT  | Conf. | PD   |
| --------------------- | -- | -- | ---- | ----- | ---- |
| Houston Comets x      | 27 | 3  | .900 | 15–1  | –    |
| Phoenix Mercury x     | 19 | 11 | .633 | 10–6  | 8.0  |
| Los Angeles Sparks o  | 12 | 18 | .400 | 6–10  | 15.0 |
| Sacramento Monarchs o | 8  | 22 | .267 | 5–11  | 19.0 |
| Utah Starzz o         | 8  | 22 | .267 | 4–12  | 19.0 |

## Galardones de la temporada
| Galardón                                      | Ganadora              | Equipo            |
| --------------------------------------------- | --------------------- | ----------------- |
| MVP de las Finales de la WNBA                 | Cynthia Cooper        | Houston Comets    |
| MVP de la Temporada de la WNBA                | Cynthia Cooper        | Houston Comets    |
| Mejor Defensora de la WNBA                    | Teresa Weatherspoon   | New York Liberty  |
| Peak Performers de la WNBA                    | Isabelle Fijalkowski  | Cleveland Rockers |
| Peak Performers de la WNBA                    | Sandy Brondello       | Detroit Shock     |
| Rookie del Año de la WNBA                     | Tracy Reid            | Charlotte Sting   |
| Premio a la Jugadora Más Deportiva de la WNBA | Suzie McConnell Serio | Cleveland Rockers |
| Entrenador del Año de la WNBA                 | Van Chancellor        | Houston Comets    |

## Playoffs
Con diez equipos en la liga, para los playoffs se clasificaron como la temporada anterior los cuatro equipos con mejores coeficientes de victorias, independientemente de su conferencia. Houston pasó a la conferencia Oeste, y de nuevo dos equipos de la misma conferencia disputaron las finales. Tanto éstas como las semifinales se resolvieron al mejor de tres partidos.
|  | Semifinales de la WNBA Mejor de 3 | Semifinales de la WNBA Mejor de 3 | Semifinales de la WNBA Mejor de 3 |         |    | Finales de la WNBA Mejor de 3 | Finales de la WNBA Mejor de 3 | Finales de la WNBA Mejor de 3 |  |
|  |                                   |                                   |                                   |         |    |                               |                               |                               |  |
|  |                                   |                                   |                                   |         |    |                               |                               |                               |  |
|  | W1                                | Houston                           | 2                                 |         |    |                               |                               |                               |  |
|  | W1                                | Houston                           | 2                                 |         |    |                               |                               |                               |  |
|  | E2                                | Charlotte                         | 0                                 |         |    |                               |                               |                               |  |
|  | E2                                | Charlotte                         | 0                                 |         | W1 | Houston                       | 2                             |                               |  |
|  |                                   |                                   |                                   |         | W1 | Houston                       | 2                             |                               |  |
|  |                                   |                                   | W2                                | Phoenix | 1  |                               |                               |                               |  |
|  | W2                                | Phoenix                           | W2                                | Phoenix | 1  | 2                             |                               |                               |  |
|  | W2                                | Phoenix                           |                                   |         |    | 2                             |                               |                               |  |
|  | E1                                | Cleveland                         | 1                                 |         |    |                               |                               |                               |  |
|  | E1                                | Cleveland                         | 1                                 |         |    |                               |                               |                               |  |
|  |                                   |                                   |                                   |         |    |                               |                               |                               |  |

### Finales
| 27 de agosto | Houston Comets                                      | 51–54                              | Phoenix Mercury                             | |  |
| 7:00pm       | Marcador por tiempos: 29–33, 22–21                  | Marcador por tiempos: 29–33, 22–21 | Marcador por tiempos: 29–33, 22–21          | |  |
|              | Estadísticas Cooper 29 Swoopes 11 Perrot, Swoopes 6 | Reporte Pts Reb Asts               | Estadísticas Gillom 15 Griffiths 12 Timms 5 | Pabellón: America West Arena, Phoenix Asistencia: 13,634 espectadores Árbitros: - Corteau - Stokes - Kennedy Televisión: ESPN |  |

| 29 de agosto | Phoenix Mercury                                | 69–74                                          | Houston Comets                                 | |  |
| 7:00 pm      | Marcador por tiempos: 37–32, 29–34 (T.E.: 3–8) | Marcador por tiempos: 37–32, 29–34 (T.E.: 3–8) | Marcador por tiempos: 37–32, 29–34 (T.E.: 3–8) | |  |
|              | Estadísticas Timms 21 Gillom 9 Griffiths 3     | Reporte Pts Reb Asts                           | Estadísticas Cooper 27 Swoopes 13 Cooper 6     | Pabellón: Compaq Center, Houston Asistencia: 16,285 espectadores Árbitros: - Bell - Price - Zielinski Televisión: NBC |  |

| 1 de septiembre | Phoenix Mercury                             | 71–80                              | Houston Comets                                      | |  |
| 7:00 pm         | Marcador por tiempos: 26–32, 45–48          | Marcador por tiempos: 26–32, 45–48 | Marcador por tiempos: 26–32, 45–48                  | |  |
|                 | Estadísticas Griffiths 24 Gillom 6 Timmms 7 | Reporte Pts Reb Asts               | Estadísticas Cooper 23 Thompson 6 Cooper, Swoopes 6 | Pabellón: Compaq Center, Houston Asistencia: 16,285 espectadores Árbitros: - Corteau - Kennedy - Zielinski Televisión: ESPN |  |